# Manuel Molina Valero
Manuel Antonio Molina Valero (Huelva, 20 de novembre de 1991) conegut simplement com a Manu Molina, és un futbolista andalús. Format al Recreativo de Huelva, actualment juga de centrecampista al Màlaga CF.
Debutà amb la samarreta blanc-i-blava amb 18 anys, jugant el darrer minut de la victòria per 3-1 davant el Getafe CF, el 29 d'agost de 2010. Un mes després jugà com a titular a l'estadi Santiago Bernabéu contra el Reial Madrid de José Mourinho el 21 de setembre del 2010.